# Bokod
Pour les articles homonymes, voir Bokod (homonymie).
Bokod est une municipalité de la province de Benguet.
Elle compte 10 barangays :
- Ambuclao
- Bila
- Bobok-Bisal
- Daclan
- Ekip
- Karao
- Nawal
- Pito
- Poblacion
- Tikey